# Malnutrition au Tibet
Pour les articles homonymes, voir Famine au Tibet.
Selon une étude effectuée en 1994 et 1995 dans onze comtés de la région autonome du Tibet, la malnutrition y affectait plus de la moitié des enfants âgés de sept ans ou moins. La cause majeure désignée était la pauvreté,. Cette malnutrition entrainait un risque d'augmentation du taux de mortalité, qui était de 13,2 % parmi les enfants des mères interrogées.
Une enquête menée en 1992 et 1994 par des médecins japonais dans les camps de réfugiés tibétains en Inde a conclu que la malnutrition était la cause de 40 % des décès d'enfants de moins de 5 ans et que la mortalité était de 162 ‰, un taux encore plus élevé que celui des Indiens. Une étude démographique conduite entre 1994 et 1996 portant sur 65 000 réfugiés tibétains en Inde, a estimé que la mortalité infantile se situait entre 20 et 35 ‰, une valeur faible.

## Enquête de 1990 dans la vallée de Lhassa
Une enquête exhaustive pourtant sur la santé et la nutrition dans la vallée de Lhassa réalisée en 1990 a conclu que le poids pour l'âge et la hauteur pour l'âge des enfants tibétains était « à la limite inacceptable » et dans certains comtés « inacceptablement bas » d’après les normes de l’OMS,. L'enquête a fait l'objet d'un rapport.

### Déclaration duWestern Consortium for Public Health
Le Western Consortium for Public Health, un organisme privé américain, a déclaré en 1996 que 60 % des « enfants tibétains étudiés » étaient de taille inférieure à la norme internationale, en raison d'une malnutrition chronique dans les trois premières années de leur existence,. Les résultats de cette étude ont été publiés en 1996.

### Étude du docteur Nancy S. Harris
Conduite entre août 1994 et décembre 1995 par le docteur Nancy S. Harris, en collaboration avec des chercheurs de l'Institut de la santé publique de Santa Cruz de l'Université de Californie et de l'Institut tibétain de recherche médicale de Lhassa, une étude (publiée en 2001 dans The New England Journal of Medicine) portant sur 2078 enfants tibétains de moins de 7 ans de régions urbaines et rurales de la Région autonome du Tibet faisait apparaître un retard de croissance lié à la malnutrition, souvent accompagné de problèmes osseux et dermatologiques. Un rachitisme fut diagnostiqué chez 66 % des enfants étudiés. Cette étude indique que le niveau de malnutrition observé est associé à un risque d'augmentation de la mortalité, qui est de 13,2 % parmi les enfants des mères interrogées.

### Rapport de la FAO
Dans une analyse du profil nutritionnel de la Chine au milieu des années 1990 publiée le 19 avril 1999, l'organisation des Nations unies pour l'alimentation et l'agriculture, plus connue sous le sigle FAO, signalait l'existence de carences nutritionnelles importantes au Qinghai, province comportant des zones de peuplement tibétain. Il était indiqué un lien entre le retard de croissance et l'insuffisance pondérale. Au regard de la classification de l'Organisation mondiale de la santé, la prévalence du retard de croissance des enfants était supérieure à 40 %, faisant de la province du Qinghai l'une des plus affectées en Chine.
La mortalité infantile moyenne en Chine était de 20,6 ‰, et variait de 8.2 à 49,5 ‰ dans les différentes provinces, le Qinghai étant l’une des plus affectées. En 1996, le taux de mortalité des enfants de moins de 5 ans était de 47 ‰ et le Tibet était une des régions les plus affectées.
Une étude publiée en 2004 comparant les enfants Han nés en altitude au Qinghai, par rapport à ceux nés dans les zones plus basse de la région, suggère qu'à l'hypoxie, liée à l'altitude, développant des poumons plus importants et plus d’hémoglobine, s'ajoute l’existence d’une faiblesse nutritionnelle en rapport avec des problèmes économiques dans cette région,.
Les problèmes cardiaques congénitaux chez les enfants de 4 à 18 ans sont également importants dans cette région et participent également à la mortalité infantile plus élevée,.

### Causes liées au climat en altitude
Entre 1 800 et 4 000 mètres, comme c'est le cas sur le plateau du Tibet, dans la province du Qinghai, l'agriculture est très difficile à pratiquer. Le climat des hauts plateaux ne permet pas de cultiver de nombreux végétaux comme dans les vallées ou les plaines de basse altitude. Des températures négatives durant sept mois de l'année, rendent très difficile la culture des légumes. Les habitudes alimentaires se réduisent à la consommation de viande et de lait de Yak (animal qui peut transformer l'herbe abondante) et d'orge du Tibet (tibétain : ནས་ ; chinois : 青稞), seules denrées consommables sur tout le plateau. Dans certaines régions on trouve également des élevages de porc tibétain et de moutons, ainsi que des cultures de colza. Pour les familles rurales moyennes de Hualong, les pommes de terre sont pratiquement leur seule source alimentaire végétale, le bœuf et le mouton ne sont consommés que durant les occasions festives. Ainsi donc fruits et légumes sont complètement absents de l'alimentation des nomades.
De la même façon, la consommation de sel se fait principalement par du sel de roche. La consommation de sel iodé est de l'ordre de 34 % au Tibet, alors que la moyenne nationale est de 95 %.
Selon une étude publiée en 2001, La malnutrition augmente avec l'altitude et les populations de banlieues ou de villages sont plus touchées que les populations nomades ou urbaines.

### Causes liées à des facteurs économiques
Pour l'UNICEF, les zones rurales de Chine sont généralement plus pauvres que les zones côtières ou urbaines, on y observe davantage de problèmes de malnutrition.
Le journaliste Cesar Chelala, écrivant en 2001 dans le quotidien japonais The Japan Times, affirmait que le Tibet demeurait un des pays les plus pauvres au monde, avec un revenu par tête inférieur à 100 $.
Le site Malnutrition: A Global Pandemic commentait l'étude du Dr. Harris en affirmant que pour résoudre le problème de malnutrition, il fallait s'attaquer à sa cause principale : la pauvreté.

### Causes liées à des facteurs culturels
Créateur de cliniques soignant la cataracte chez les populations tibétaines, le docteur américain Paul Liberman évoque, dans une interview donnée en 2007, parmi les causes de la malnutrition chez les enfants tibétains, la persistance d'une habitude culturelle : on décourage les jeunes enfants de grignoter entre les repas. Le Dr Liberman fait remarquer qu'il est aussi possible qu'il n'y ait pas assez de nourriture à leur donner. Résultat : beaucoup d'enfants sont rachitiques.
Dans un rapport publié en 2004, Pamela Logan, présidente de la Kham Aid Foundation, évoque pour sa part l'absence totale de légumes dans le régime alimentaire des pasteurs ou nomades tibétains du Kham. Même la viande est rare car les pasteurs hésitent énormément à abattre leurs précieux yaks. Ils vivent principalement de beurre, de thé et de tsampa (farine d'orge grillé).

### Conséquences
L'étude du Dr. Harris publiée en 2001 montre que les enfants souffrant d'un retard de croissance au Tibet présentent des signes cliniques de malnutrition, ainsi qu'une mortalité et une morbidité élevées.
Selon l’association Kashin-Beck disease, l’une des causes de la maladie de Kashin-Beck, une ostéochondrodysplasie, est liée à un problème nutritionnel majeur, à savoir une alimentation peu variée comportant peu de légumes et une absence de fruits,.

### Prévention
Un programme de santé publique visant à améliorer la nutrition a été mis en place par la Fondation Terma créée par le Dr. Harris en 1993, en accord avec le gouvernement chinois, après deux années de négociation,. L'utilisation de la potentille ansérine qui peut pousser dans les climats des hauts plateaux du Tibet, permet d'apporter des sources de protéines végétales au Tibétains.
NORLHA, une association basée en Suisse et qui a pour objectif de lutter contre la malnutrition, forme des agents de santé dans le Kham en construisant des serres et en sensibilisant les Tibétains à l'importance de la nutrition pour le développement des enfants.
En 2011, une campagne est lancée dans le Qinghai pour éradiquer la malnutrition sur cette province du plateau du Tibet. Le programme est au sein du programme Ying Yang Bao organisé par l'UNISEF, un programme similaire a permis de réduire de 50 % les anémies entre 2008 et 2011, dans cinq comtés des provinces du Sichuan, Gansu (tous deux ayant des aires sur le plateau du Tibet), et Shaanxi. Des programmes d'éducation ont également été menés pour éduquer à l'utilisation de sel iodé, plutôt que de sel de roche.

## Études menées dans des camps de réfugiés tibétains en Inde entre 1992 et 1996
Après l'exode tibétain de 1959, un grand nombre de Tibétains se sont enfuis principalement en Inde. On estime qu'environ 150 000 d'entre eux vivent dans les pays environnants, l'Inde, le Bhoutan, et le Népal, un acte généreux de pays aussi pauvres.
Selon un rapport publié en 1997 par des médecins japonais ayant enquêté à Dharamsala dans le nord de l'Inde en 1992 puis en 1994, la malnutrition dans les camps de réfugiés tibétains était la cause de 40 % des décès d'enfants de moins de 5 ans et la mortalité infantile était de 162 ‰. Ce taux était plus élevé que celui des Indiens. Il est cependant précisé que ces informations ne représentent pas une enquête clinique de tous les camps de réfugiés, les données ne reflètent pas précisément leurs conditions de santé. Depuis 1992, la collection des données cliniques des camps de réfugiés, centralisée par l'hôpital Delek, est pleinement opérationnelle. Depuis cette date, ces données sont enregistrées par les réfugiés eux-mêmes.
Une étude démographique réalisée par le ministère de la santé du gouvernement tibétain en exil à Dharamsala en Inde et l’Université d'Adélaïde en Australie a été publiée en 2002 dans Social Science & Medicine. Cette étude portant sur 65 000 réfugiés tibétains dans différents camps en Inde et utilisant des données collectées entre 1994 et 1996 a estimé la mortalité infantile entre 20 et 35 ‰ dans les différentes régions, une valeur clairement faible.